# Flughafen Gotō-Fukue

i7
i11
i13
Der Flughafen Gotō-Fukue (japanisch 五島福江空港 Gotō Fukue Kūkō, IATA-Code: FUJ, ICAO-Code: RJFE) ist ein Regionalflughafen der japanischen Stadt Gotō. Er liegt etwa 3 Kilometer südwestlich des Stadtzentrums von Gotō auf der Insel Fukue-jima. Der Flughafen Gotō-Fukue gilt nach der japanischen Gesetzgebung als Flughafen 3. Klasse.